# Sáo Somali
Onychognathus blythii là một loài chim trong họ Sturnidae.